# Khara-Khoto
Khara-Khoto (en xinès: 亦集乃; en pinyin: Yì jí nǎi) en mongol com Khara-Khoto Ciutat Negra. Va ser una ciutat Tangut a la regió d'Ejin que es troba en la prefectura d'Alxa, en la part occidental de Mongòlia Interior, prop de l'antic llac Gashun. S'ha identificat com la ciutat d'Etzina, que apareix en Els viatges de Marco Polo.

## Història
La ciutat va ser fundada el 1032 i es va convertir en un pròsper centre de l'Imperi tangut al segle xi. Hi ha restes de muralles de 9,1 metres d'altura i murs exteriors de 3,7 m de gruix. Els murs exteriors mesuren 421 m d'est a oest i 374 m de nord a sud.
La fortalesa emmurallada va ser presa per primera vegada per Genguis Kan el 1226, però a diferència del que es pensa, la ciutat va continuar prosperant sota el senyoriu mongol. Durant el regnat de Khublai Khan, la ciutat es va ampliar, arribant a una grandària tres vegades major que durant l'Imperi tangut. Togoontemur Khan va concentrar la seva preparació per a la reconquesta de la Xina a Khara-Khoto. La ciutat es troba en l'encreuament de camins de Karakorum, Xanadú i Kumul.

En Els viatges de Marco Polo, Marco Polo descriu una visita a una ciutat nomenada Etzina o Edzina, que s'ha identificat amb Khara-Khoto.
| «                                                                      | En sortir de la ciutat de Campichu camines durant dotze dies, i després arribes a una ciutat anomenada Etzina, que està cap al nord, al caire del desert de sorra, i que pertany a la província de Tangut. Les persones són idòlatres i tenen un munt de camells i bestiar, i al país es produeix un nombre enorme de bons falcons, tots dos Sakers i Lanners. Els habitants viuen dels seus conreus i el seu bestiar, ja que no tenen comerç. En aquesta ciutat s'ha de preparar per a les necessitats de queviures durant quaranta dies, perquè en sortir d'Etzina, s'entra en un desert que s'estén a quaranta dies de viatge cap al nord, i on et trobes sense habitatge ni lloc d'aprovisionament. | » |
| — Marco Polo, Els viatges de Marco Polo, traduït per Henry Yule, 1920. | |   |

Segons una llegenda local de la població Torghut, el 1372 un general mongol nomenat Khara Bator (en mongol: «Heroi Negre») estava envoltat pels exèrcits de la dinastia Ming de la Xina.Aquests havien desviat el Riu Ejin, la font d'aigua de la ciutat que fluïa als afores de la fortalesa, deixant a Khara-Khoto sense aigua per als seus jardins i pous. A mesura que passava el temps i Khara Bator s'adonava de la seva destinació, ell va assassinar la seva família i després es va suïcidar. Després del seu suïcidi, els soldats de Khara Bator van esperar dins de la fortalesa fins que l'exèrcit dels Ming finalment va atacar i va matar als habitants restants. Una altra versió de la llegenda sosté que Khara Bator va obrir una bretxa en l'escaira nord-oest de la muralla de la ciutat i va escapar a través d'ella. Les restes de la ciutat té efectivament una bretxa per la qual un genet pot passar.
Després de la derrota, i, a més, possiblement per la falta d'aigua, la ciutat va ser abandonada i deixada en ruïnes.

## Exploració

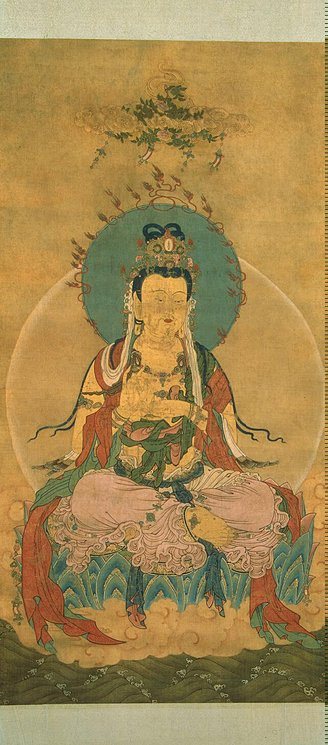
Una pintura de seda de Khara-Khoto, ara situada al Museu de l'Hermitage de Sant Petersburg.

Els exploradors russos Grigory Potanin i Vladimir Obruchev havien sentit rumors que en algun lloc aigües avall del riu Ejin una antiga ciutat estava esperant. Aquest coneixement va donar impuls a l'Institut d'Estudis Orientals de l'Acadèmia de Ciències de Rússia, per llançar una nova expedició a l'Àsia central sota el comandament de Piotr Kozlov.
Durant l'expedició a l'Àsia central 1907-1909, l'any 1908, Kozlov va fer el descobriment històric de Khara-Khoto. Amb un sopar i un regal d'un gramòfon a un senyor local Beile Dashi, Kozlov va obtenir un permís per excavar en el lloc, arribant l'1 de maig de 1908 a les ruïnes de Khara-Khoto. Més de 2.000 llibres, pergamins i manuscrits en la llengua tangut van ser descoberts. Kozlov inicialment va enviar deu caixes de manuscrits i objectes budistes a Sant Petersburg, tornant novament al maig de 1909 para més objectes. Els llibres i gravats en fusta van ser trobats al juny, mentre es duia a terme l'excavació d'una estupa fora dels murs de la ciutat a uns 400 m cap a l'oest.
Sir Marc Aurel Stein va excavar Khara-Khoto durant la seva tercera expedició a l'Àsia central el 1917. Les troballes d'aquesta recerca van ser incorporats en el capítol 13 del primer volum de Stein d'Àsia íntima.